# بیل کاندن
بیل کاندن (انگلیسی: Bill Condon؛ زادهٔ ۲۲ اکتبر ۱۹۵۵) یک فیلم‌نامه‌نویس و کارگردان اهل ایالات متحده آمریکا است. وی از سال ۱۹۸۲ میلادی تاکنون مشغول فعالیت بوده‌است.
از جمله فیلم‌های وی می‌توان به آثار زیر اشاره کرد.
- خدایان و هیولاها (۱۹۹۸)
- کینزی (فیلم) (۲۰۰۴)
- دختران رؤیایی (۲۰۰۶)
- گرگ‌ومیش: سپیده‌دم - قسمت اول (۲۰۱۱)
- گرگ‌ومیش: سپیده‌دم - قسمت دوم (۲۰۱۲)
- دسته پنجم (۲۰۱۳)
- آقای هولمز (۲۰۱۵)
- دیو و دلبر (فیلم ۲۰۱۷) (۲۰۱۷)
- شیکاگو (فیلم ۲۰۰۲) (۲۰۰۲)
- برترین شومن (۲۰۱۷)